# 薩摩白浜駅

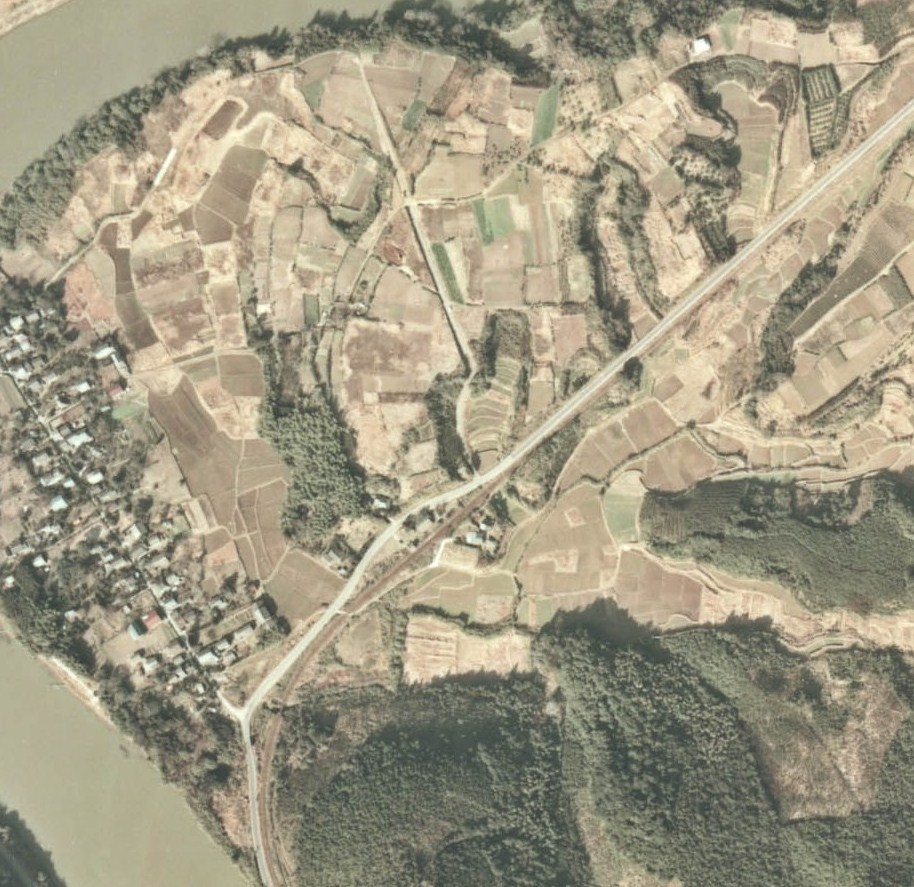
1974年頃の薩摩白浜駅上空

薩摩白浜駅（さつましらはまえき）は、かつて鹿児島県川内市（現・薩摩川内市）白浜町にあった日本国有鉄道（国鉄）宮之城線の駅（廃駅）である。
1987年（昭和62年）1月10日、宮之城線の廃止に伴い廃駅となった。

## 歴史
- 1936年（昭和11年）3月20日：宮之城線川内町駅から楠元駅の間に位置する薩摩郡下東郷村大字白濱に薩摩白浜駅として設置される[1]。
- 1945年（昭和20年）6月10日：休止[2]。
- 1947年（昭和22年）2月11日：旅客、手荷物、小荷物の取り扱いを再開[3]。
- 1957年（昭和32年）10月1日：手荷物、小荷物の取り扱いを廃止[4]。
- 1987年（昭和62年）1月10日：宮之城線廃止に伴い廃駅[4]。

## 駅構造
1面1線のホームを有した無人駅。駅舎はなかったが、簡易な建物が併設されていた。この建物は待合場所として利用していた。

## 廃止後の状況
駅跡は鹿児島県道394号山崎川内線と重複するため、遺構は残っていない。

## 隣の駅
日本国有鉄道
宮之城線
川内駅 - 薩摩白浜駅 - 楠元駅